# Serbia en la Copa Mundial de Fútbol de 2022
La selección de Serbia fue uno de los treinta y dos equipos participantes en la Copa Mundial de Fútbol de 2022, torneo que se llevó a cabo del 20 de noviembre al 18 de diciembre en Catar.
Fue la decimotercera participación de Serbia, formó parte del Grupo G, junto a Brasil, Camerún y Suiza.

## Clasificación
La selección de Serbia inició su camino al mundial desde la primera ronda de la clasificación europea. Debido a la pandemia de covid-19 en 2020 no se disputó ningún partido, comenzó en marzo de 2021 con los encuentros correspondientes a la fase de grupos. Al terminar en el primer lugar del Grupo A clasificó de manera directa a la Copa Mundial.

### Tabla de posiciones
| Selección  | Pts. | PJ | PG | PE | PP | GF | GC | Dif |
| ---------- | ---- | -- | -- | -- | -- | -- | -- | --- |
| Serbia     | 20   | 8  | 6  | 2  | 0  | 18 | 9  | 9   |
| Portugal   | 17   | 8  | 5  | 2  | 1  | 17 | 6  | 11  |
| Irlanda    | 9    | 8  | 2  | 3  | 3  | 11 | 8  | 3   |
| Luxemburgo | 9    | 8  | 3  | 0  | 5  | 8  | 18 | –10 |
| Azerbaiyán | 1    | 8  | 0  | 1  | 7  | 5  | 18 | –13 |

|  | Clasificado a la Copa Mundial. |
|  | Clasificado a los play-offs.   |

### Partidos
| Fecha                   | Lugar      | Jornada                  | Local      | Resultado | Visitante  |
| ----------------------- | ---------- | ------------------------ | ---------- | --------- | ---------- |
| 24 de marzo de 2021     | Belgrado   | Primera ronda - Fecha 1  | Serbia     | 3:2 (1:1) | Irlanda    |
| 27 de marzo de 2021     | Belgrado   | Primera ronda - Fecha 2  | Serbia     | 2:2 (0:2) | Portugal   |
| 30 de marzo de 2021     | Bakú       | Primera ronda - Fecha 3  | Azerbaiyán | 1:2 (0:1) | Serbia     |
| 4 de septiembre de 2021 | Belgrado   | Primera ronda - Fecha 5  | Serbia     | 4:1 (2:0) | Luxemburgo |
| 7 de septiembre de 2021 | Dublín     | Primera ronda - Fecha 6  | Irlanda    | 1:1 (0:1) | Serbia     |
| 9 de octubre de 2021    | Luxemburgo | Primera ronda - Fecha 7  | Luxemburgo | 0:1 (0:0) | Serbia     |
| 12 de octubre de 2021   | Belgrado   | Primera ronda - Fecha 8  | Serbia     | 3:1 (1:1) | Azerbaiyán |
| 14 de noviembre de 2021 | Lisboa     | Primera ronda - Fecha 10 | Portugal   | 1:2 (1:1) | Serbia     |

## Preparación

### Amistosos previos
| 24 de marzo de 2022 | Hungría | 0:1 (0:1) | Serbia            | Puskás Aréna, Budapest                                  |                                                         |
| 19:30 (UTC+1)       |         | Reporte   | - Nagy 35' (a.g.) | Asistencia: 30 000 espectadores Árbitro(s): Filip Glova | Asistencia: 30 000 espectadores Árbitro(s): Filip Glova |

| 18 de noviembre de 2022 | Baréin                 | 1:5 (1:1) | Serbia                                                   | Estadio Sheikh Ali bin Mohammed Al Khalifa, Arad                 |                                                                  |
| 18:30 (UTC+3)           | Yusuf Hilal 15' (pen.) | Reporte   | - Tadić 8', 50' - Vlahović 51' - Đuričić 87' - Jović 89' | Asistencia: 5000 espectadores Árbitro(s): Khalid Saleh Al-Turais | Asistencia: 5000 espectadores Árbitro(s): Khalid Saleh Al-Turais |

### Partidos oficiales
| 2 de junio de 2022 | Serbia | 0:1 (0:1) | Noruega       | Estadio Rajko Mitić, Belgrado                                                      |                                                                                    |
| 20:45 (UTC+2)      |        | Reporte   | - Haaland 27' | Asistencia: 9726 espectadores Árbitro(s): Paweł Raczkowski VAR: Tomasz Kwiatkowski | Asistencia: 9726 espectadores Árbitro(s): Paweł Raczkowski VAR: Tomasz Kwiatkowski |

| 5 de junio de 2022 | Serbia                                                             | 4:1 (1:1) | Eslovenia        | Estadio Rajko Mitić, Belgrado                                                    |                                                                                  |
| 19:30 (UTC+2)      | - Mitrović 24' - Milinković-Savić 56' - Jović 85' - Radonjić 90+2' | Reporte   | - Stojanović 30' | Asistencia: 10 925 espectadores Árbitro(s): Gil Manzano VAR: Hernández Hernández | Asistencia: 10 925 espectadores Árbitro(s): Gil Manzano VAR: Hernández Hernández |

| 9 de junio de 2022 | Suecia | 0:1 (0:1) | Serbia        | Friends Arena, Solna                                                            |                                                                                 |
| 20:45 (UTC+2)      |        | Reporte   | - Jović 45+3' | Asistencia: 24 123 espectadores Árbitro(s): Lawrence Visser VAR: Jérôme Brisard | Asistencia: 24 123 espectadores Árbitro(s): Lawrence Visser VAR: Jérôme Brisard |

| 12 de junio de 2022 | Eslovenia               | 2:2 (0:2) | Serbia                       | Estadio Stožice, Liubliana                                                            |                                                                                       |
| 20:45 (UTC+2)       | - Čerin 48' - Šeško 53' | Reporte   | - Živković 8' - Mitrović 35' | Asistencia: 13 782 espectadores Árbitro(s): Maurizio Mariani VAR: Massimiliano Irrati | Asistencia: 13 782 espectadores Árbitro(s): Maurizio Mariani VAR: Massimiliano Irrati |

| 24 de septiembre de 2022 | Serbia                                 | 4:1 (2:0) | Suecia       | Estadio Rajko Mitić, Belgrado                                              |                                                                            |
| 20:45 (UTC+2)            | - Mitrović 18', 45+1', 50' - Lukić 70' | Reporte   | Claesson 15' | Asistencia: 0 espectadores Árbitro(s): Georgi Kabakov VAR: Ivaylo Stoyanov | Asistencia: 0 espectadores Árbitro(s): Georgi Kabakov VAR: Ivaylo Stoyanov |

| 27 de septiembre de 2022 | Noruega | 0:2 (0:1) | Serbia                        | Ullevaal Stadion, Oslo                                                           |                                                                                  |
| 20:45 (UTC+2)            |         | Reporte   | - Vlahović 42' - Mitrović 54' | Asistencia: 24 364 espectadores Árbitro(s): Mateu Lahoz VAR: Hernández Hernández | Asistencia: 24 364 espectadores Árbitro(s): Mateu Lahoz VAR: Hernández Hernández |

## Plantel

### Lista de convocados
Entrenador:  Dragan Stojković
La lista final fue anunciada el 11 de noviembre de 2022.
| No. | Pos. | Jugador                 | Fecha de nacimiento (edad)         | Apa. | Goles | Club                      |
| --- | ---- | ----------------------- | ---------------------------------- | ---- | ----- | ------------------------- |
| 1   | POR  | Marko Dmitrović         | 24 de enero de 1992 (30 años)      | 19   | 0     | Sevilla F. C.             |
| 2   | DEF  | Strahinja Pavlović      | 24 de mayo de 2001 (21 años)       | 22   | 1     | Red Bull Salzburgo        |
| 3   | DEF  | Strahinja Eraković      | 22 de enero de 2001 (21 años)      | 2    | 0     | Estrella Roja de Belgrado |
| 4   | DEF  | Nikola Milenković       | 12 de octubre de 1997 (25 años)    | 38   | 3     | A. C. F. Fiorentina       |
| 5   | DEF  | Miloš Veljković         | 26 de septiembre de 1995 (27 años) | 21   | 0     | Werder Bremen             |
| 6   | MED  | Nemanja Maksimović      | 26 de enero de 1995 (27 años)      | 40   | 0     | Getafe C. F.              |
| 7   | DEL  | Nemanja Radonjić        | 15 de febrero de 1996 (26 años)    | 36   | 5     | Torino F. C.              |
| 8   | MED  | Nemanja Gudelj          | 16 de noviembre de 1991 (31 años)  | 49   | 1     | Sevilla F. C.             |
| 9   | DEL  | Aleksandar Mitrović     | 16 de septiembre de 1994 (28 años) | 76   | 50    | Fulham F. C.              |
| 10  | DEL  | Dušan Tadić             | 20 de noviembre de 1988 (34 años)  | 91   | 20    | Ajax de Ámsterdam         |
| 11  | DEL  | Luka Jović              | 23 de diciembre de 1997 (24 años)  | 29   | 10    | A. C. F. Fiorentina       |
| 12  | POR  | Predrag Rajković        | 31 de octubre de 1995 (27 años)    | 28   | 0     | R. C. D. Mallorca         |
| 13  | DEF  | Stefan Mitrović         | 22 de mayo de 1990 (32 años)       | 35   | 0     | Getafe C. F.              |
| 14  | MED  | Andrija Živković        | 11 de julio de 1996 (26 años)      | 29   | 1     | PAOK de Salónica F. C.    |
| 15  | DEF  | Srđan Babić             | 22 de abril de 1996 (26 años)      | 2    | 0     | U. D. Almería             |
| 16  | MED  | Saša Lukić              | 13 de agosto de 1996 (26 años)     | 32   | 2     | Torino F. C.              |
| 17  | MED  | Filip Kostić            | 1 de noviembre de 1992 (30 años)   | 50   | 3     | Juventus F. C.            |
| 18  | DEL  | Dušan Vlahović          | 28 de enero de 2000 (22 años)      | 17   | 9     | Juventus F. C.            |
| 19  | MED  | Uroš Račić              | 17 de marzo de 1998 (24 años)      | 9    | 0     | S. C. Braga               |
| 20  | MED  | Sergej Milinković-Savić | 27 de febrero de 1995 (27 años)    | 36   | 6     | S. S. Lazio               |
| 21  | DEL  | Filip Đuričić           | 30 de enero de 1992 (30 años)      | 37   | 5     | U. C. Sampdoria           |
| 22  | MED  | Darko Lazović           | 15 de septiembre de 1990 (32 años) | 26   | 0     | Hellas Verona F. C.       |
| 23  | POR  | Vanja Milinković-Savić  | 20 de febrero de 1997 (25 años)    | 7    | 0     | Torino F. C.              |
| 24  | MED  | Ivan Ilić               | 17 de marzo de 2001 (21 años)      | 6    | 0     | Hellas Verona F. C.       |
| 25  | DEF  | Filip Mladenović        | 15 de agosto de 1991 (31 años)     | 20   | 1     | Legia de Varsovia         |
| 26  | MED  | Marko Grujić            | 13 de abril de 1996 (26 años)      | 18   | 0     | F. C. Porto               |

## Participación
- Los horarios son correspondientes a la hora local de Catar (UTC+3).

### Partidos
| Fecha           | Lugar     | Instancia      | Local   |                    | Resultado |                   | Visitante |
| --------------- | --------- | -------------- | ------- | ------------------ | --------- | ----------------- | --------- |
| 24 de noviembre | Lusail    | Fase de grupos | Brasil  | Bandera de Brasil  | 2:0 (0:0) | Bandera de Serbia | Serbia    |
| 28 de noviembre | Al Wakrah | Fase de grupos | Camerún | Bandera de Camerún | 3:3 (1:2) | Bandera de Serbia | Serbia    |
| 2 de diciembre  | Doha      | Fase de grupos | Serbia  | Bandera de Serbia  | 2:3 (2:2) | Bandera de Suiza  | Suiza     |

### Fase de grupos - Grupo G
| Selección | Pts | PJ | PG | PE | PP | GF | GC | Dif |
| --------- | --- | -- | -- | -- | -- | -- | -- | --- |
| Brasil    | 6   | 3  | 2  | 0  | 1  | 3  | 1  | +2  |
| Suiza     | 6   | 3  | 2  | 0  | 1  | 4  | 3  | +1  |
| Camerún   | 4   | 3  | 1  | 1  | 1  | 4  | 4  | 0   |
| Serbia    | 1   | 3  | 0  | 1  | 2  | 5  | 8  | –3  |

|  | Clasificados a los octavos de final. |

#### Brasil vs. Serbia
| 24 de noviembre | Brasil               | 2:0 (0:0) | Serbia | Estadio Icónico, Lusail                                                           |                                                                                   |
| 22:00           | Richarlison 62', 73' | Reporte   |        | Asistencia: 88 103 espectadores Árbitro(s): Alireza Faghani VAR: Abdulla Al-Marri | Asistencia: 88 103 espectadores Árbitro(s): Alireza Faghani VAR: Abdulla Al-Marri |

| 1          | Guardameta     | Alisson         |     |
| 2          | Defensa        | Danilo          |     |
| 4          | Defensa        | Marquinhos      |     |
| 3          | Defensa        | Thiago Silva    |     |
| 6          | Defensa        | Alex Sandro     |     |
| 5          | Centrocampista | Casemiro        |     |
| 7          | Centrocampista | Lucas Paquetá   | 75' |
| 11         | Centrocampista | Raphinha        | 87' |
| 10         | Centrocampista | Neymar          | 80' |
| 20         | Centrocampista | Vinícius Júnior | 76' |
| 9          | Delantero      | Richarlison     | 79' |
| Entrenador | Entrenador     | Tite            |     |

| 23         | Guardameta     | Vanja Milinković-Savić  |     |
| 5          | Defensa        | Miloš Veljković         |     |
| 4          | Defensa        | Nikola Milenković       |     |
| 2          | Defensa        | Strahinja Pavlović      |     |
| 14         | Centrocampista | Andrija Živković        | 57' |
| 16         | Centrocampista | Saša Lukić              | 66' |
| 8          | Centrocampista | Nemanja Gudelj          | 57' |
| 20         | Centrocampista | Sergej Milinković-Savić |     |
| 25         | Centrocampista | Filip Mladenović        | 66' |
| 10         | Centrocampista | Dušan Tadić             |     |
| 9          | Delantero      | Aleksandar Mitrović     | 83' |
| Entrenador | Entrenador     | Dragan Stojković        |     |

| 8  | Centrocampista | Fred               | 75' |
| 21 | Delantero      | Rodrygo            | 76' |
| 18 | Delantero      | Gabriel Jesus      | 79' |
| 19 | Delantero      | Antony             | 80' |
| 26 | Delantero      | Gabriel Martinelli | 87' |

| 24 | Centrocampista | Ivan Ilić          | 57' |
| 7  | Delantero      | Nemanja Radonjić   | 57' |
| 22 | Centrocampista | Darko Lazović      | 66' |
| 18 | Delantero      | Dušan Vlahović     | 66' |
| 6  | Centrocampista | Nemanja Maksimović | 83' |

| Anotado | 62' | Richarlison | 1–0 |
| Anotado | 73' | Richarlison | 2–0 |

| Amonestado | 7'  | Strahinja Pavlović |
| Amonestado | 49' | Nemanja Gudelj     |
| Amonestado | 64' | Saša Lukić         |

| Árbitro             | Alireza Faghani        |
| Árbitros asistentes | Mohammadreza Mansouri  |
| Árbitros asistentes | Mohammadreza Abolfazli |
| Cuarto árbitro      | Maguette N'Diaye       |
| Quinto árbitro      | El Hadj Malick Samba   |
| VAR                 | Abdulla Al-Marri       |
| Adicionales VAR     | Muhammad Bin Jahari    |
| Adicionales VAR     | Anton Shchetinin       |
| Adicionales VAR     | Pol van Boekel         |
| Adicionales VAR     | Ashley Beecham         |

| 1          | Guardameta     | Alisson         |     |
| 2          | Defensa        | Danilo          |     |
| 4          | Defensa        | Marquinhos      |     |
| 3          | Defensa        | Thiago Silva    |     |
| 6          | Defensa        | Alex Sandro     |     |
| 5          | Centrocampista | Casemiro        |     |
| 7          | Centrocampista | Lucas Paquetá   | 75' |
| 11         | Centrocampista | Raphinha        | 87' |
| 10         | Centrocampista | Neymar          | 80' |
| 20         | Centrocampista | Vinícius Júnior | 76' |
| 9          | Delantero      | Richarlison     | 79' |
| Entrenador | Entrenador     | Tite            |     |

| 23         | Guardameta     | Vanja Milinković-Savić  |     |
| 5          | Defensa        | Miloš Veljković         |     |
| 4          | Defensa        | Nikola Milenković       |     |
| 2          | Defensa        | Strahinja Pavlović      |     |
| 14         | Centrocampista | Andrija Živković        | 57' |
| 16         | Centrocampista | Saša Lukić              | 66' |
| 8          | Centrocampista | Nemanja Gudelj          | 57' |
| 20         | Centrocampista | Sergej Milinković-Savić |     |
| 25         | Centrocampista | Filip Mladenović        | 66' |
| 10         | Centrocampista | Dušan Tadić             |     |
| 9          | Delantero      | Aleksandar Mitrović     | 83' |
| Entrenador | Entrenador     | Dragan Stojković        |     |

| 8  | Centrocampista | Fred               | 75' |
| 21 | Delantero      | Rodrygo            | 76' |
| 18 | Delantero      | Gabriel Jesus      | 79' |
| 19 | Delantero      | Antony             | 80' |
| 26 | Delantero      | Gabriel Martinelli | 87' |

| 24 | Centrocampista | Ivan Ilić          | 57' |
| 7  | Delantero      | Nemanja Radonjić   | 57' |
| 22 | Centrocampista | Darko Lazović      | 66' |
| 18 | Delantero      | Dušan Vlahović     | 66' |
| 6  | Centrocampista | Nemanja Maksimović | 83' |

| Anotado | 62' | Richarlison | 1–0 |
| Anotado | 73' | Richarlison | 2–0 |

| Amonestado | 7'  | Strahinja Pavlović |
| Amonestado | 49' | Nemanja Gudelj     |
| Amonestado | 64' | Saša Lukić         |

| Árbitro             | Alireza Faghani        |
| Árbitros asistentes | Mohammadreza Mansouri  |
| Árbitros asistentes | Mohammadreza Abolfazli |
| Cuarto árbitro      | Maguette N'Diaye       |
| Quinto árbitro      | El Hadj Malick Samba   |
| VAR                 | Abdulla Al-Marri       |
| Adicionales VAR     | Muhammad Bin Jahari    |
| Adicionales VAR     | Anton Shchetinin       |
| Adicionales VAR     | Pol van Boekel         |
| Adicionales VAR     | Ashley Beecham         |

| \| Estadísticas \| \| \| \| Tiros \| 22 \| 5 \| \| Tiros a puerta \| 8 \| 0 \| \| Faltas \| 7 \| 12 \| \| Saques de esquina \| 6 \| 4 \| \| Penaltis \| 0 \| 0 \| \| Fueras de juego \| 1 \| 0 \| \| Posesión de balón \| 59% \| 41% \| | Alineación inicial |                   |
| Estadísticas | Bandera de Brasil  | Bandera de Serbia |
| Tiros | 22                 | 5                 |
| Tiros a puerta | 8                  | 0                 |
| Faltas | 7                  | 12                |
| Saques de esquina | 6                  | 4                 |
| Penaltis | 0                  | 0                 |
| Fueras de juego | 1                  | 0                 |
| Posesión de balón | 59%                | 41%               |

#### Camerún vs. Serbia
| 28 de noviembre | Camerún                                               | 3:3 (1:2) | Serbia                                                         | Estadio Al Janoub, Al Wakrah                                                    |                                                                                 |
| 13:00           | - Castelletto 24' - Aboubakar 63' - Choupo-Moting 66' | Reporte   | - Pavlović 45+1' - S. Milinković-Savić 45+3' - A. Mitrović 53' | Asistencia: 39 789 espectadores Árbitro(s): Mohammed Abdulla VAR: Nicolás Gallo | Asistencia: 39 789 espectadores Árbitro(s): Mohammed Abdulla VAR: Nicolás Gallo |

| 16         | Guardameta     | Devis Epassy             |     |
| 19         | Defensa        | Collins Fai              |     |
| 21         | Defensa        | Jean-Charles Castelletto |     |
| 3          | Defensa        | Nicolas N'Koulou         |     |
| 25         | Defensa        | Nouhou Tolo              |     |
| 8          | Centrocampista | André Zambo Anguissa     | 81' |
| 15         | Centrocampista | Pierre Kunde             | 67' |
| 18         | Centrocampista | Martin Hongla            | 55' |
| 20         | Delantero      | Bryan Mbeumo             | 81' |
| 13         | Delantero      | Eric Maxim Choupo-Moting |     |
| 12         | Delantero      | Karl Toko Ekambi         | 67' |
| Entrenador | Entrenador     | Rigobert Song            |     |

| 23         | Guardameta     | Vanja Milinković-Savić  |       |
| 4          | Defensa        | Nikola Milenković       |       |
| 5          | Defensa        | Miloš Veljković         | 78'   |
| 2          | Defensa        | Strahinja Pavlović      | 56'   |
| 14         | Centrocampista | Andrija Živković        | 78'   |
| 16         | Centrocampista | Saša Lukić              |       |
| 6          | Centrocampista | Nemanja Maksimović      |       |
| 17         | Centrocampista | Filip Kostić            | 90+1' |
| 10         | Delantero      | Dušan Tadić             |       |
| 9          | Delantero      | Aleksandar Mitrović     |       |
| 20         | Delantero      | Sergej Milinković-Savić | 79'   |
| Entrenador | Entrenador     | Dragan Stojković        |       |

| 10 | Delantero      | Vincent Aboubakar     | 55' |
| 5  | Centrocampista | Gaël Ondoua           | 67' |
| 11 | Delantero      | Christian Bassogog    | 67' |
| 14 | Delantero      | Samuel Gouet          | 81' |
| 7  | Centrocampista | Georges-Kévin Nkoudou | 81' |

| 13 | Defensa        | Stefan Mitrović  | 56'   |
| 15 | Defensa        | Srđan Babić      | 78'   |
| 7  | Delantero      | Nemanja Radonjić | 78'   |
| 26 | Centrocampista | Marko Grujić     | 79'   |
| 21 | Delantero      | Filip Đuričić    | 90+1' |

| Anotado | 29' | Jean-Charles Castelletto | 1–0 |
| Anotado | 63' | Vincent Aboubakar        | 2–3 |
| Anotado | 66' | Eric Maxim Choupo-Moting | 3–3 |

| Anotado | 45+1' | Strahinja Pavlović      | 1–1 |
| Anotado | 45+3' | Sergej Milinković-Savić | 1–2 |
| Anotado | 53'   | Aleksandar Mitrović     | 1–3 |

| Amonestado | 24' | Nicolas N'Koulou   |
| Amonestado | 30' | Christian Bassogog |

| Amonestado | 45+4' | Luka Jović        |
| Amonestado | 90+3' | Nikola Milenković |

| Árbitro             | Mohammed Abdulla Hassan Mohamed |
| Árbitros asistentes | Mohamed Al-Hammadi              |
| Árbitros asistentes | Hasan Al-Mahri                  |
| Cuarto árbitro      | Ma Ning                         |
| Quinto árbitro      | Shi Xiang                       |
| VAR                 | Nicolás Gallo                   |
| Adicionales VAR     | Juan Soto                       |
| Adicionales VAR     | Ezequiel Brailovsky             |
| Adicionales VAR     | Leodán González                 |
| Adicionales VAR     | Gabriel Chade                   |

| 16         | Guardameta     | Devis Epassy             |     |
| 19         | Defensa        | Collins Fai              |     |
| 21         | Defensa        | Jean-Charles Castelletto |     |
| 3          | Defensa        | Nicolas N'Koulou         |     |
| 25         | Defensa        | Nouhou Tolo              |     |
| 8          | Centrocampista | André Zambo Anguissa     | 81' |
| 15         | Centrocampista | Pierre Kunde             | 67' |
| 18         | Centrocampista | Martin Hongla            | 55' |
| 20         | Delantero      | Bryan Mbeumo             | 81' |
| 13         | Delantero      | Eric Maxim Choupo-Moting |     |
| 12         | Delantero      | Karl Toko Ekambi         | 67' |
| Entrenador | Entrenador     | Rigobert Song            |     |

| 23         | Guardameta     | Vanja Milinković-Savić  |       |
| 4          | Defensa        | Nikola Milenković       |       |
| 5          | Defensa        | Miloš Veljković         | 78'   |
| 2          | Defensa        | Strahinja Pavlović      | 56'   |
| 14         | Centrocampista | Andrija Živković        | 78'   |
| 16         | Centrocampista | Saša Lukić              |       |
| 6          | Centrocampista | Nemanja Maksimović      |       |
| 17         | Centrocampista | Filip Kostić            | 90+1' |
| 10         | Delantero      | Dušan Tadić             |       |
| 9          | Delantero      | Aleksandar Mitrović     |       |
| 20         | Delantero      | Sergej Milinković-Savić | 79'   |
| Entrenador | Entrenador     | Dragan Stojković        |       |

| 10 | Delantero      | Vincent Aboubakar     | 55' |
| 5  | Centrocampista | Gaël Ondoua           | 67' |
| 11 | Delantero      | Christian Bassogog    | 67' |
| 14 | Delantero      | Samuel Gouet          | 81' |
| 7  | Centrocampista | Georges-Kévin Nkoudou | 81' |

| 13 | Defensa        | Stefan Mitrović  | 56'   |
| 15 | Defensa        | Srđan Babić      | 78'   |
| 7  | Delantero      | Nemanja Radonjić | 78'   |
| 26 | Centrocampista | Marko Grujić     | 79'   |
| 21 | Delantero      | Filip Đuričić    | 90+1' |

| Anotado | 29' | Jean-Charles Castelletto | 1–0 |
| Anotado | 63' | Vincent Aboubakar        | 2–3 |
| Anotado | 66' | Eric Maxim Choupo-Moting | 3–3 |

| Anotado | 45+1' | Strahinja Pavlović      | 1–1 |
| Anotado | 45+3' | Sergej Milinković-Savić | 1–2 |
| Anotado | 53'   | Aleksandar Mitrović     | 1–3 |

| Amonestado | 24' | Nicolas N'Koulou   |
| Amonestado | 30' | Christian Bassogog |

| Amonestado | 45+4' | Luka Jović        |
| Amonestado | 90+3' | Nikola Milenković |

| Árbitro             | Mohammed Abdulla Hassan Mohamed |
| Árbitros asistentes | Mohamed Al-Hammadi              |
| Árbitros asistentes | Hasan Al-Mahri                  |
| Cuarto árbitro      | Ma Ning                         |
| Quinto árbitro      | Shi Xiang                       |
| VAR                 | Nicolás Gallo                   |
| Adicionales VAR     | Juan Soto                       |
| Adicionales VAR     | Ezequiel Brailovsky             |
| Adicionales VAR     | Leodán González                 |
| Adicionales VAR     | Gabriel Chade                   |

| \| Estadísticas \| \| \| \| Tiros \| 13 \| 15 \| \| Tiros a puerta \| 8 \| 5 \| \| Faltas \| 8 \| 13 \| \| Saques de esquina \| 4 \| 3 \| \| Penaltis \| 0 \| 0 \| \| Fueras de juego \| 0 \| 4 \| \| Posesión de balón \| 40% \| 60% \| | Alineación inicial |                   |
| Estadísticas | Bandera de Camerún | Bandera de Serbia |
| Tiros | 13                 | 15                |
| Tiros a puerta | 8                  | 5                 |
| Faltas | 8                  | 13                |
| Saques de esquina | 4                  | 3                 |
| Penaltis | 0                  | 0                 |
| Fueras de juego | 0                  | 4                 |
| Posesión de balón | 40%                | 60%               |

#### Serbia vs. Suiza
| 2 de diciembre | Serbia                           | 2:3 (2:2) | Suiza                                    | Estadio 974, Doha                                                                  |                                                                                    |
| 22:00          | - A. Mitrović 26' - Vlahović 35' | Reporte   | - Shaqiri 20' - Embolo 44' - Freuler 48' | Asistencia: 41 378 espectadores Árbitro(s): Fernando Rapallini VAR: Mauro Vigliano | Asistencia: 41 378 espectadores Árbitro(s): Fernando Rapallini VAR: Mauro Vigliano |

| 23         | Guardameta     | Vanja Milinković-Savić  |     |
| 4          | Defensa        | Nikola Milenković       |     |
| 5          | Defensa        | Miloš Veljković         | 55' |
| 2          | Defensa        | Strahinja Pavlović      |     |
| 14         | Centrocampista | Andrija Živković        | 78' |
| 20         | Centrocampista | Sergej Milinković-Savić | 67' |
| 16         | Centrocampista | Saša Lukić              |     |
| 17         | Centrocampista | Filip Kostić            |     |
| 10         | Centrocampista | Dušan Tadić             | 78' |
| 9          | Delantero      | Aleksandar Mitrović     |     |
| 18         | Delantero      | Dušan Vlahović          | 55' |
| Entrenador | Entrenador     | Dragan Stojković        |     |

| 21         | Guardameta     | Gregor Kobel      |       |
| 3          | Defensa        | Silvan Widmer     |       |
| 5          | Defensa        | Manuel Akanji     |       |
| 22         | Defensa        | Fabian Schär      |       |
| 13         | Defensa        | Ricardo Rodríguez |       |
| 8          | Centrocampista | Remo Freuler      |       |
| 10         | Centrocampista | Granit Xhaka      |       |
| 23         | Centrocampista | Xherdan Shaqiri   | 69'   |
| 15         | Centrocampista | Djibril Sow       | 69'   |
| 17         | Centrocampista | Ruben Vargas      | 83'   |
| 7          | Delantero      | Breel Embolo      | 90+6' |
| Entrenador | Entrenador     | Murat Yakin       |       |

| 8  | Centrocampista | Nemanja Gudelj     | 55' |
| 11 | Delantero      | Luka Jović         | 55' |
| 6  | Centrocampista | Nemanja Maksimović | 67' |
| 21 | Delantero      | Filip Đuričić      | 78' |
| 7  | Delantero      | Nemanja Radonjić   | 78' |

| 6  | Centrocampista | Denis Zakaria       | 69'   |
| 2  | Defensa        | Edimilson Fernandes | 69'   |
| 16 | Centrocampista | Christian Fassnacht | 83'   |
| 19 | Delantero      | Noah Okafor         | 90+6' |

| Anotado | 26' | Aleksandar Mitrović | 1–1 |
| Anotado | 35' | Dušan Vlahović      | 2–1 |

| Anotado | 20' | Xherdan Shaqiri | 0–1 |
| Anotado | 44' | Breel Embolo    | 2–2 |
| Anotado | 48' | Remo Freuler    | 2–3 |

| Amonestado | 47'    | Sergej Milinković-Savić |
| Amonestado | 56'    | Strahinja Pavlović      |
| Amonestado | 66'    | Predrag Rajković        |
| Amonestado | 81'    | Nemanja Gudelj          |
| Amonestado | 82'    | Aleksandar Mitrović     |
| Amonestado | 90+5'  | Nikola Milenković       |
| Amonestado | 90+10' | Saša Lukić              |

| Amonestado | 15'   | Silvan Widwer |
| Amonestado | 34'   | Ruben Vargas  |
| Amonestado | 90+5' | Granit Xhaka  |
| Amonestado | 90+9' | Fabian Schär  |

| Árbitro             | Fernando Rapallini |
| Árbitros asistentes | Juan Pablo Belatti |
| Árbitros asistentes | Diego Bonfá        |
| Cuarto árbitro      | Kevin Ortega       |
| Quinto árbitro      | Jesús Sánchez      |
| VAR                 | Mauro Vigliano     |
| Adicionales VAR     | Julio Bascuñán     |
| Adicionales VAR     | Nicolás Tarán      |
| Adicionales VAR     | Leodán González    |
| Adicionales VAR     | Martín Soppi       |

| 23         | Guardameta     | Vanja Milinković-Savić  |     |
| 4          | Defensa        | Nikola Milenković       |     |
| 5          | Defensa        | Miloš Veljković         | 55' |
| 2          | Defensa        | Strahinja Pavlović      |     |
| 14         | Centrocampista | Andrija Živković        | 78' |
| 20         | Centrocampista | Sergej Milinković-Savić | 67' |
| 16         | Centrocampista | Saša Lukić              |     |
| 17         | Centrocampista | Filip Kostić            |     |
| 10         | Centrocampista | Dušan Tadić             | 78' |
| 9          | Delantero      | Aleksandar Mitrović     |     |
| 18         | Delantero      | Dušan Vlahović          | 55' |
| Entrenador | Entrenador     | Dragan Stojković        |     |

| 21         | Guardameta     | Gregor Kobel      |       |
| 3          | Defensa        | Silvan Widmer     |       |
| 5          | Defensa        | Manuel Akanji     |       |
| 22         | Defensa        | Fabian Schär      |       |
| 13         | Defensa        | Ricardo Rodríguez |       |
| 8          | Centrocampista | Remo Freuler      |       |
| 10         | Centrocampista | Granit Xhaka      |       |
| 23         | Centrocampista | Xherdan Shaqiri   | 69'   |
| 15         | Centrocampista | Djibril Sow       | 69'   |
| 17         | Centrocampista | Ruben Vargas      | 83'   |
| 7          | Delantero      | Breel Embolo      | 90+6' |
| Entrenador | Entrenador     | Murat Yakin       |       |

| 8  | Centrocampista | Nemanja Gudelj     | 55' |
| 11 | Delantero      | Luka Jović         | 55' |
| 6  | Centrocampista | Nemanja Maksimović | 67' |
| 21 | Delantero      | Filip Đuričić      | 78' |
| 7  | Delantero      | Nemanja Radonjić   | 78' |

| 6  | Centrocampista | Denis Zakaria       | 69'   |
| 2  | Defensa        | Edimilson Fernandes | 69'   |
| 16 | Centrocampista | Christian Fassnacht | 83'   |
| 19 | Delantero      | Noah Okafor         | 90+6' |

| Anotado | 26' | Aleksandar Mitrović | 1–1 |
| Anotado | 35' | Dušan Vlahović      | 2–1 |

| Anotado | 20' | Xherdan Shaqiri | 0–1 |
| Anotado | 44' | Breel Embolo    | 2–2 |
| Anotado | 48' | Remo Freuler    | 2–3 |

| Amonestado | 47'    | Sergej Milinković-Savić |
| Amonestado | 56'    | Strahinja Pavlović      |
| Amonestado | 66'    | Predrag Rajković        |
| Amonestado | 81'    | Nemanja Gudelj          |
| Amonestado | 82'    | Aleksandar Mitrović     |
| Amonestado | 90+5'  | Nikola Milenković       |
| Amonestado | 90+10' | Saša Lukić              |

| Amonestado | 15'   | Silvan Widwer |
| Amonestado | 34'   | Ruben Vargas  |
| Amonestado | 90+5' | Granit Xhaka  |
| Amonestado | 90+9' | Fabian Schär  |

| Árbitro             | Fernando Rapallini |
| Árbitros asistentes | Juan Pablo Belatti |
| Árbitros asistentes | Diego Bonfá        |
| Cuarto árbitro      | Kevin Ortega       |
| Quinto árbitro      | Jesús Sánchez      |
| VAR                 | Mauro Vigliano     |
| Adicionales VAR     | Julio Bascuñán     |
| Adicionales VAR     | Nicolás Tarán      |
| Adicionales VAR     | Leodán González    |
| Adicionales VAR     | Martín Soppi       |

| \| Estadísticas \| \| \| \| Tiros \| 12 \| 14 \| \| Tiros a puerta \| 4 \| 7 \| \| Faltas \| 18 \| 14 \| \| Saques de esquina \| 2 \| 0 \| \| Penaltis \| 0 \| 0 \| \| Fueras de juego \| 0 \| 0 \| \| Posesión de balón \| 54% \| 46% \| | Alineación inicial |                  |
| Estadísticas | Bandera de Serbia  | Bandera de Suiza |
| Tiros | 12                 | 14               |
| Tiros a puerta | 4                  | 7                |
| Faltas | 18                 | 14               |
| Saques de esquina | 2                  | 0                |
| Penaltis | 0                  | 0                |
| Fueras de juego | 0                  | 0                |
| Posesión de balón | 54%                | 46%              |

## Estadísticas

### Participación de jugadores
| N.° | Pos        | Jugador                | PJ | Minutos jugados | Goles recibidos | Atajos | Tarjetas amarillas | Doble tarjeta amarilla y roja | Tarjetas rojas |
| --- | ---------- | ---------------------- | -- | --------------- | --------------- | ------ | ------------------ | ----------------------------- | -------------- |
| 1   | Guardameta | Marko Dmitrović        | 0  | 0               | 0               | 0      | 0                  | 0                             | 0              |
| 12  | Guardameta | Predrag Rajković       | 0  | 0               | 0               | 0      | 1                  | 0                             | 0              |
| 23  | Guardameta | Vanja Milinković-Savić | 3  | 270             | 8               | 15     | 0                  | 0                             | 0              |

| N.° | Pos            | Jugador                 | PJ | Minutos jugados | Goles | Asistencias | Tarjetas Amarillas | Doble tarjeta amarilla y roja | Tarjetas rojas |
| --- | -------------- | ----------------------- | -- | --------------- | ----- | ----------- | ------------------ | ----------------------------- | -------------- |
| 2   | Defensa        | Strahinja Pavlović      | 3  | 236             | 1     | 0           | 2                  | 0                             | 0              |
| 3   | Defensa        | Strahinja Eraković      | 0  | 0               | 0     | 0           | 0                  | 0                             | 0              |
| 4   | Defensa        | Nikola Milenković       | 3  | 270             | 0     | 0           | 2                  | 0                             | 0              |
| 5   | Defensa        | Miloš Veljković         | 3  | 223             | 0     | 0           | 0                  | 0                             | 0              |
| 6   | Centrocampista | Nemanja Maksimović      | 3  | 120             | 0     | 0           | 0                  | 0                             | 0              |
| 7   | Delantero      | Nemanja Radonjić        | 3  | 57              | 0     | 0           | 0                  | 0                             | 0              |
| 8   | Centrocampista | Nemanja Gudelj          | 2  | 92              | 0     | 0           | 2                  | 0                             | 0              |
| 9   | Delantero      | Aleksandar Mitrović     | 3  | 263             | 2     | 0           | 1                  | 0                             | 0              |
| 10  | Delantero      | Dušan Tadić             | 3  | 270             | 0     | 2           | 0                  | 0                             | 0              |
| 11  | Delantero      | Luka Jović              | 1  | 35              | 0     | 0           | 1                  | 0                             | 0              |
| 13  | Defensa        | Stefan Mitrović         | 1  | 34              | 0     | 0           | 0                  | 0                             | 0              |
| 14  | Centrocampista | Andrija Živković        | 3  | 213             | 0     | 2           | 0                  | 0                             | 0              |
| 15  | Defensa        | Srđan Babić             | 1  | 12              | 0     | 0           | 0                  | 0                             | 0              |
| 16  | Centrocampista | Saša Lukić              | 3  | 246             | 0     | 0           | 2                  | 0                             | 0              |
| 17  | Centrocampista | Filip Kostić            | 2  | 180             | 0     | 0           | 0                  | 0                             | 0              |
| 18  | Delantero      | Dušan Vlahović          | 2  | 114             | 1     | 0           | 0                  | 0                             | 0              |
| 19  | Centrocampista | Uroš Račić              | 0  | 0               | 0     | 0           | 0                  | 0                             | 0              |
| 20  | Centrocampista | Sergej Milinković-Savić | 3  | 236             | 1     | 0           | 1                  | 0                             | 0              |
| 21  | Delantero      | Filip Đuričić           | 2  | 12              | 0     | 0           | 0                  | 0                             | 0              |
| 22  | Centrocampista | Darko Lazović           | 1  | 24              | 0     | 0           | 0                  | 0                             | 0              |
| 24  | Centrocampista | Ivan Ilić               | 1  | 33              | 0     | 0           | 0                  | 0                             | 0              |
| 25  | Defensa        | Filip Mladenović        | 1  | 66              | 0     | 0           | 0                  | 0                             | 0              |
| 26  | Centrocampista | Marko Grujić            | 1  | 11              | 0     | 0           | 0                  | 0                             | 0              |

### Goleadores
| N.°   | Jugador                 | Anotado | PJ | Prom. | Jugada | Cabeza | TL | Penal |
| ----- | ----------------------- | ------- | -- | ----- | ------ | ------ | -- | ----- |
| 1     | Aleksandar Mitrović     | 2       | 3  | 0.67  | 1      | 1      | 0  | 0     |
| 2     | Dušan Vlahović          | 1       | 2  | 0.5   | 1      | 0      | 0  | 0     |
| 3     | Sergej Milinković-Savić | 1       | 3  | 0.33  | 1      | 0      | 0  | 0     |
| 4     | Strahinja Pavlović      | 1       | 3  | 0.33  | 0      | 1      | 0  | 0     |
| Total | Total                   | 5       | 3  | 1.67  | 3      | 2      | 0  | 0     |

### Asistencias
| N.°   | Jugador          | Asistencia | Jugada | Cabeza | TL | SdE |
| ----- | ---------------- | ---------- | ------ | ------ | -- | --- |
| 1     | Dušan Tadić      | 2          | 1      | 0      | 1  | 0   |
| 2     | Andrija Živković | 2          | 2      | 0      | 0  | 0   |
| Total | Total            | 4          | 3      | 0      | 1  | 0   |

### Tarjetas disciplinarias
| N.°   | Jugador                 | Amonestado | Otorgado · Expulsado | Expulsado | Sanción |
| ----- | ----------------------- | ---------- | -------------------- | --------- | ------- |
| 1     | Strahinja Pavlović      | 2          | 0                    | 0         |         |
| 2     | Nemanja Gudelj          | 2          | 0                    | 0         |         |
| 3     | Saša Lukić              | 2          | 0                    | 0         |         |
| 4     | Nikola Milenković       | 2          | 0                    | 0         |         |
| 5     | Luka Jović              | 1          | 0                    | 0         |         |
| 6     | Sergej Milinković-Savić | 1          | 0                    | 0         |         |
| 7     | Predrag Rajković        | 1          | 0                    | 0         |         |
| 8     | Aleksandar Mitrović     | 1          | 0                    | 0         |         |
| Total | Total                   | 12         | 0                    | 0         |         |